# Guanajuato (ciutat)
La ciutat de Guanajuanto és la capital de l'estat homònim de Mèxic. Està localitzada a 370 km al nord de la Ciutat de Mèxic, a una elevació de 1.996 metres. La població de la ciutat el 2010 era de 171.709 habitants. És part de la macro regió del Bajío. El nom «Guanajuato» prové de Kuanasï-uato, una paraula purépetxa, una llengua indígena de Mèxic, i significa «contrada de granotes».

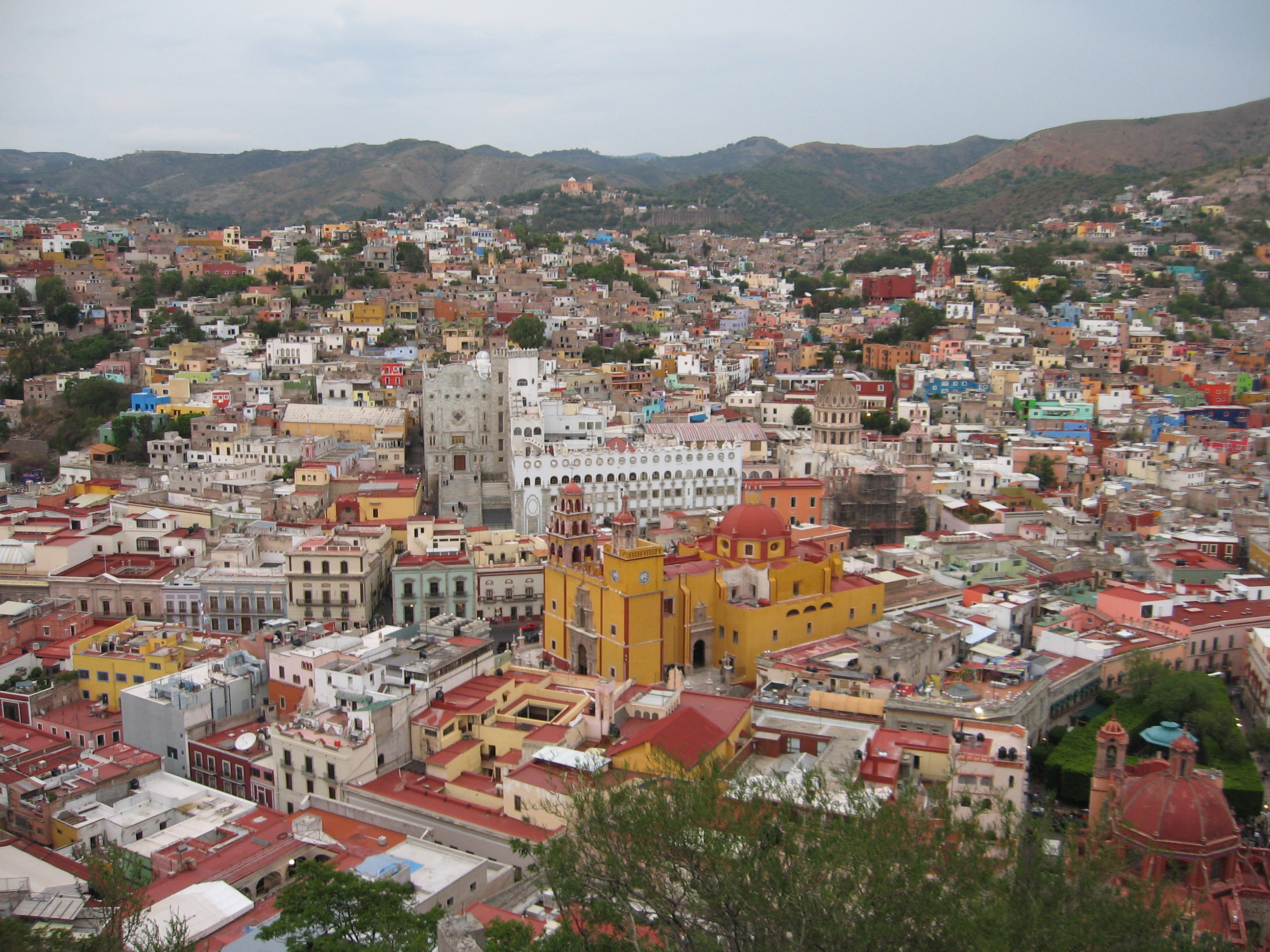
Vista aèria de Guanajuato

Guanajuato va ser fundada el 1554 i va rebre la categoria de ciutat el 1741. Està localitzada en una de les regions de producció de plata més riques de Mèxic, i és coneguda per les magnífiques construccions d'arquitectura colonial, raó per la qual ha estat designada com a Patrimoni de la Humanitat per la UNESCO. A les catacumbes, a l'oest de la ciutat, hi ha el famós cementeri antic on es troben les mòmies naturals, conservades pel contingut mineral de la terra. L'any 1810 es produí un dels esdeveniments claus al principi de la Guerra d'Independència de Mèxic, la massacre de lleialistes per les tropes de Miguel Hidalgo y Costilla que s'havien refugiat en l'Alhóndiga de Granaditas.
En cultura i educació, Guanajuato és una ciutat de gran importància a Mèxic: va ser la ciutat natal de Diego Rivera, pintor muralista mexicà; la ciutat és seu del CIMAT, una de les institucions de recerca matemàtica més gran del país; i cada octubre, la ciutat és seu del Festival Internacional Cervantino, un festival d'art i música.